# Siwerskyj-Donez-Donbas-Kanal
Der Siwerskyj-Donez-Donbas-Kanal (ukrainisch Канал Сіверський Донець-Донбас; russisch Канал Северский Донец-Донбасс) ist ein in den 1950er-Jahren erbauter und mit Pumpstationen versehener Kanal zur Sicherstellung der Wasserversorgung für die Industrieanlagen im Donbas.

## Lage
Der Kanal verbindet wenige Kilometer von der Siedlung Rajhorodok (62 m ü. Ostsee) den Siwerskyj Donez mit dem Oberkalmiusker Stausee südlich der Stadt Jassynuwata (257 m ü. Ostsee), nahe der Quelle des Kalmius. Damit befindet er sich in etwa zwischen den ostukrainischen Metropolen Slowjansk und Donezk und verläuft zugleich auf einem Höhenrücken zwischen der Bachmutka im Osten und dem Krywyj Torez im Westen.

## Hintergrund
Die Industrialisierung des Donezbeckens im ausgehenden 19. und beginnenden 20. Jahrhundert führte zu einem hohen Bedarf an Wasser, vor allem zur Stahlerzeugung. Andererseits führte schon in der ersten Hälfte des 20. Jahrhunderts der Kohleabbau im Donbas zu einem deutlichen Rückgang des Grundwasserspiegels. Da das Industriegebiet über keine großen Flüsse verfügt, musste zur Versorgung Wasser aus dem Sewerski Donez herangeführt werden. Der Bau des Kanals begann feierlich am 9. August 1955 und dauerte bis 1958. Im Jahr 1979 wurde der Kanal umstrukturiert und erweitert. Die tatsächliche Nutzung des Kanals sank in Zusammenhang mit dem Niedergang der Industrie in der Ukraine.
Größeren Bekanntheitsgrad erlangte der Kanal durch den Russisch-Ukrainischen Krieg.
Die Einrichtungen des Kanals wurden bereits während der Kampfhandlungen im Jahr 2014 stark beschädigt. Aufgrund der Kämpfe um das nahegelegene Bachmut 2022/2023 und der Kämpfe um Tschassiw Jar 2024 wurden Teile irreparabel beschädigt. Auch der zerstörte Oskilsker Stausee in der Region Charkiw konnte kein Wasser mehr liefern. Ohne die Ukraine gibt es kaum  eine Lösung für das Wasserproblem des Donbass.

## Beschaffenheit

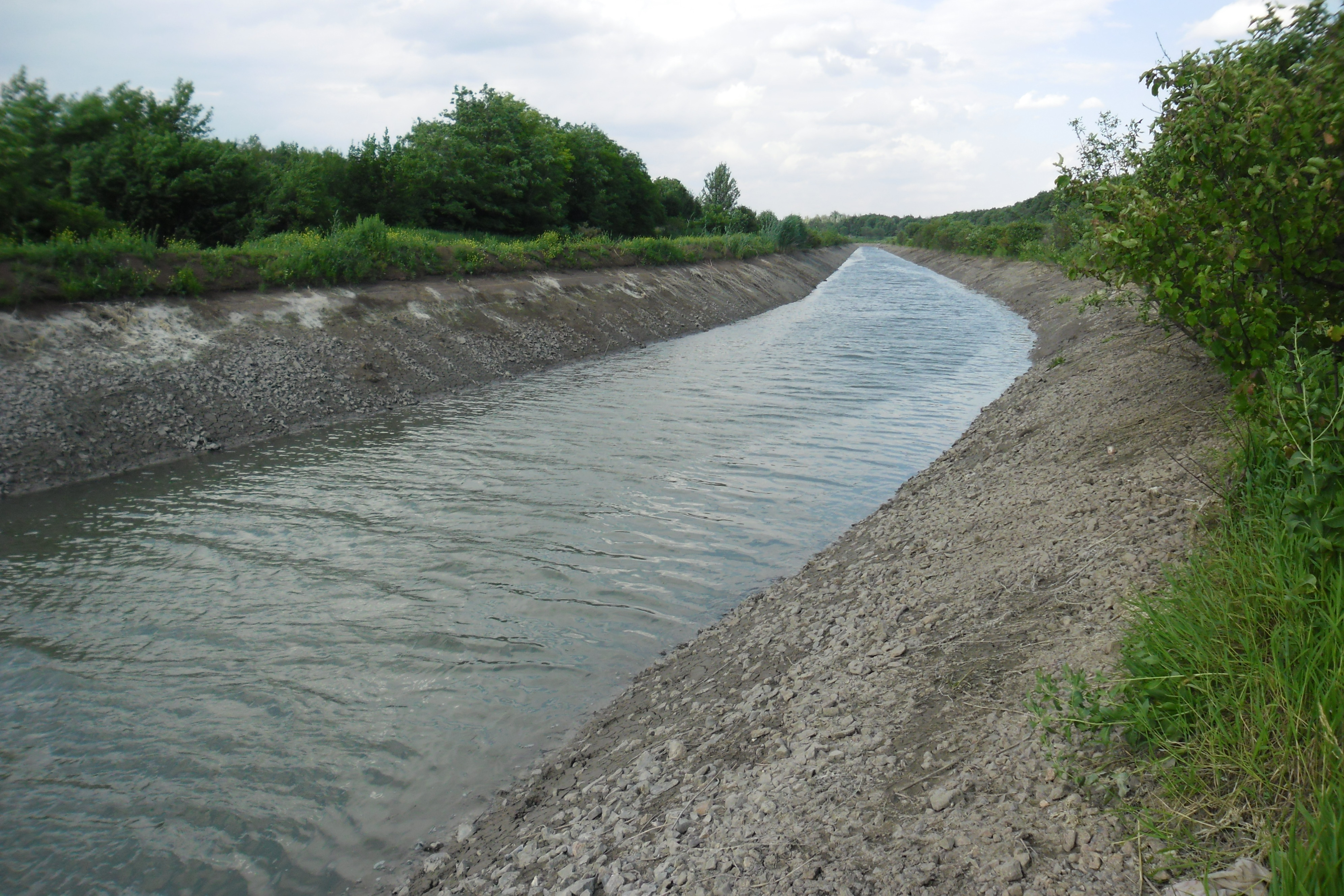
Aufnahme des Kanals aus dem Jahre 2014, Ort unbekannt

Der Kanal wird aus dem Siwerskyj Donez und zu geringerem Teil aus dem Kalmius gespeist. Die Gesamtlänge des Kanals beträgt zwar 133,4 km, aber von ihnen verlaufen nur 107 km oberirdisch. Der oberirdische Teil verläuft in einem trapezförmigen Kanalbett (Unterseite 2–4 m, Oberfläche 30–40 m, Tiefe 6–30 m). Die übrigen 26,4 km verlaufen in Durchlässen oder Verrohrungen, etwa unter anderen Gewässern oder Eisenbahnlinien. Vor allem zwischen Piwnitschne und den südlichen Vororten von Horliwka ist ein oberirdischer Verlauf nicht erkennbar. Darüber hinaus verfügt der Kanal über 4, im Jahre 1979 umgebaute Pumpstationen, die das Wasser des Kanals (bis zu 43 Kubikmeter/Sek.) hochpumpen, um ein Gesamtgefälle von knapp 200 Metern zu überwinden. Zudem verfügt der Kanal neben dem Oberkalmiusker Stausee über vier weitere Wasserspeicher zur Abpufferung von Wasserschwankungen. Während der Sommermonate sorgt zudem der am gegenüberliegenden Flussufer des Siwerskyj Donez liegende Oskilsker Stausee für einen ausreichenden Wasserstand im Kanal.